# 6839 Ozenuma
6839 Ozenuma è un asteroide della fascia principale. Scoperto nel 1995, presenta un'orbita caratterizzata da un semiasse maggiore pari a 2,8682024 UA e da un'eccentricità di 0,0786761, inclinata di 0,97075° rispetto all'eclittica.